# Merouana
Merouana là một thị trấn thuộc tỉnh Batna, Algérie. Dân số thời điểm năm 2002 là 34.788 người.